# Станкевич, Збигнев
Зби́гнев Станке́вич (латыш. Zbigņevs Stankevičs; 15 февраля 1955, Леясциемс, Гулбенский район) — латвийский прелат. Архиепископ Риги с 19 июня 2010.

## Биография
Духовный наставник в Духовной семинарии Рижской метрополии (1999 по 2001 год). Ответственный за харизматическую общину Эффата (1996—2002 год). Збигнев Станкевич свободно владеет латышским, польским, русским, итальянским и английским языками. Доктор теологии. Автор восьми научных публикаций.
Образование:
- 1970 — основная школа в Эглайне
- 1978 — Рижский Политехнический институт (инженера по системам автоматизированного управления)
- 1996 — Люблинский Католический университет (факультет теологии, степень магистра)
- 2004 — Папский Латеранский университет (Рим, степень по фундаментальной теологии)
  - 2008 — степень доктора теологии